# 647
647 (DCXLVII) fue un año común comenzado en lunes del calendario juliano, en vigor en aquella fecha.

## Acontecimientos
- Los árabes ocupan Byzacena tras su victoria en la batalla de Sbeitla.

## Fallecimientos
- Jarsha Vardhana, rey indio.